# Informationsmittel
Informationsmittel ist ein informationswissenschaftlicher Begriff, mit dem spezifisch alles bezeichnet wird, was durch Anlage und Struktur für eine gezielte Suche nach Informationen geeignet ist. Insbesondere zählen zu den Informationsmitteln alle Arten von Nachschlagewerken, aber auch andere Medien, die gemeinhin nicht zu den Nachschlagewerken gezählt werden, wie zum Beispiel reine Datenbanken, Tabellenwerke, Bestandskataloge in Bibliotheken und Museen, Findbücher in Archiven, Suchmaschinen im Internet und Ähnliches.
Kennzeichnend ist jeweils 
- die Möglichkeit, vorhandene Informationen gezielt aufzufinden und
- eine Aufbereitung der Informationen, die eine punktuelle Rezeption erlaubt.

Das heißt zum Beispiel, dass etwa bei einem gedruckten Handbuch die Suche durch Register und/oder detaillierte Gliederung unterstützt werden muss und dass außerdem die so aufgefundenen Informationen auch ohne umfangreiche Lektüre des vorhergehenden Textes für Leser der Zielgruppe des Handbuchs verständlich sein müssen.
Als allgemeiner Begriff bezeichnet Informationsmittel alles, was geeignet ist, sich über einen Gegenstand zu informieren.